# Jičín (huyện)
Huyện Jičín (tiếng Séc: Okres Jičín) là một huyện (okres) nằm trong vùng Hradec Králové của Cộng hòa Séc. Huyện Jičín có diện tích 887 km², dân số năm 2002 là 77368 người. Thủ phủ huyện đóng ở Jičín. Huyện này có 111 khu tự quản.

## Các khu tự quản
Huyện Jičín có 111 khu tự quản sau: